# Longitud aparente
La longitud aparente es la longitud celeste corregida por aberración y nutación en oposición a la longitud media.
La longitud aparente se usa en la definición de equinoccio y solsticio. En el equinoccio, la longitud celeste geocéntrica aparente del Sol es 0° o 180°. En el solsticio, es igual a 90° o 270°. Esto no coincide con la declinación exactamente cero o el valor extremo de declinación porque la latitud celestial del Sol es (menos de 1,2 segundos de arco) pero no cero.